# Tôn Ngộ Không
Tôn Ngộ Không (giản thể: 孙悟空; phồn thể: 孫悟空; bính âm: Sūn Wùkōng; Wade–Giles: Sun Wu-k'ung), còn gọi là Tề Thiên Đại Thánh (齊天大聖) hay Ngộ Không (悟空 hay 悟空), Tôn Hành Giả (孫行者), Tời Thiên/Tề Thiên (齊天), một trong Thất Đại Thánh, là một nhân vật chính của tiểu thuyết Tây du ký sáng tác khoảng thế kỷ 16, nhân vật giả tưởng HƯ CẤU có thể được xem là nổi tiếng nhất trong văn học Trung Hoa. Tôn Ngộ Không là một pháp sư, nhà sư, thánh nhân, chiến binh có hình thể là một con khỉ, nhân vật được phỏng theo truyện dân gian từ thời nhà Đường. Trong tiểu thuyết, Tôn Ngộ Không là một con khỉ được sinh ra từ một hòn đá, thông qua luyện tập theo một đạo sĩ Đạo giáo nên đã đạt những quyền năng phép thuật siêu nhiên. Sau khi nổi loạn ở Thiên Cung và bị Đức Phật giam cầm dưới một ngọn núi, nó đã được giải thoát và đi theo Đường Tăng, một nhà sư thời Đường, đi lấy kinh ở Tây Thiên (ám chỉ Ấn Độ thời đó).
Tôn Ngộ Không sở hữu sức mạnh phi thường; con khỉ này có thể nâng được một ngọn núi nặng 13,500 cân (xấp xỉ 8 tấn) một cách dễ dàng, có thể đi được 10 vạn 8 nghìn dặm (khoảng 54.000 km) trong một lần cân đẩu vân. Tôn Ngộ Không biết 72 phép biến hoá, cho phép nó biến thành nhiều loài động vật và vật thể khác nhau; tuy nhiên, thỉnh thoảng gặp khó khăn ở phần đuôi. Tôn Ngộ Không là một chiến binh tinh thông võ nghệ, từng đánh bại những Thiên binh thần tướng giỏi trên Thiên Đình. Mỗi sợi lông của con khỉ cũng sở hữu những đặc tính ma thuật, có khả năng biến thành những bản sao mình hoặc thành vũ khí, động vật và các vật thể khác. Nó biết điều khiển gió, mưa, nước cùng các hiện tượng tự nhiên thông thường (bằng cách nhờ vả các vị thần điều khiển chúng). Ngoài ra, do từng bị nhốt trong lò luyện đan, nên nó cũng có khả năng gọi là "Hoả nhãn kim tinh", có thể nhìn thấu bản thể các sinh vật, biết được yêu quái giả dạng.
Tôn Ngộ Không ngoài sở hữu phép thuật cơ bản còn sở hữu nhiều nguyên tố sức mạnh trong tự nhiên do Thiền Tử tự Hồng Quân Lão Tổ ban cho.
Nguồn gốc của Tôn Ngộ Không được cho là lấy từ truyền thuyết của Hanuman, một anh hùng khỉ Ấn Độ từ thiên sử thi Ramayana. Tôn Ngộ Không được biết đến phổ biến qua phim ảnh trong đó diễn viên vào vai kinh điển này là Lục Tiểu Linh Đồng.

## Tên gọi và tước hiệu
(theo thứ tự được nhận)
- Thạch Hầu (khỉ đá): Con khỉ nứt từ trong đá ra.
- Mĩ Hầu Vương (美猴王): nghĩa là "vua khỉ đẹp".
- Tôn Ngộ Không, Ngộ Không và Lão Tôn: Tên được sư phụ đầu tiên là Bồ Đề tổ sư đặt cho lúc tầm sư học đạo, Tôn (孫) theo một từ Hán cổ có nghĩa là "khỉ" và "Ngộ Không" (悟空 hay 悟空) có nghĩa là "Giác ngộ được Tính Không". Đôi lúc họ Tôn còn được Ngộ Không gọi là lão Tôn, nghĩa là ông nội.
- Bật Mã Ôn (弼馬溫): Chức vụ giữ ngựa thiên đình. Tôn Ngộ Không được Ngọc Hoàng phong chức này sau khi đại náo đến Long cung và cõi Diêm Vương lần thứ nhất. Sau khi khám phá rằng đây là một trong những chức thấp nhất trên thiên đình, Ngộ Không rất tức giận và bỏ về Hoa Quả Sơn.
- Tề Thiên Đại Thánh (齊天大聖): Nghĩa là "Thánh lớn bằng trời". Tôn Ngộ Không đòi Ngọc Hoàng phong tước hiệu này và được toại ý. Nói thêm rằng Tề Thiên Đại Thánh là do Độc Giác quỷ vương - một trong những kẻ dưới trướng của Mỹ Hầu Vương đề nghị và được Mỹ Hầu Vương đồng ý gọi tên.
- Tôn Hành Giả (孫行者): Nghĩa là "người tu hành họ Tôn", do sư phụ Tam tạng đặt sau khi được Đường Tam Tạng giải thoát khỏi núi Ngũ Hành.
- Giả Hành Tôn (者行孫) và Hành Giả Tôn (行者孫): Hai cái tên mà Tôn Ngộ Không dùng để đánh lừa bọn yêu quái động Liên Hoa.[2]
- Đấu Chiến Thắng Phật (鬪戰勝佛): Danh hiệu sau khi thỉnh kinh xong, tu thành chính quả, tên được người thờ phụng.

Theo truyền thuyết, Ngộ Không sinh ra từ một hòn đá và đã học được nhiều thần thông biến hóa và võ công (hầu quyền). Tôn Ngộ Không biết được 72 phép biến hóa (Thất thập nhị huyền công - Địa Sát), gấp hai lần số phép của Trư Bát Giới (36 phép thiên cang), con lợn (heo) yêu quái cũng là đệ tử của Tam Tạng. Ở thời kỳ đỉnh cao, ông đã từng một mình chống nhiều thiên binh thần tướng hàng đầu của Thiên Đình, đánh ngang ngửa Nhị Lang Thần, và suýt nữa là phá nát Thiên Cung nếu không có Phật Tổ can thiệp.
Ngộ Không được trường sinh bất lão, có phép đổi hình, có thể bay lộn trên mây (Cân đẩu vân), lộn một vòng bay được 10 vạn 8 ngàn (108 000) dặm và có một cây gậy "Như ý Kim Cô bổng" (hay Định Hải Thần Châm) có thể thay đổi kích thước, được đặt sau tai Ngộ Không, hay được dùng để đập yêu quái. Cây gậy này được Ngộ Không "cướp" từ Đông Hải Long Vương.
Gậy như ý là vũ khí chính của Ngộ Không, tương truyền nó nặng Một vạn ba ngàn năm trăm (13 500) cân (6750 kilogram), có thể dài ngắn vô hạn và có thể biến hình, phân thân được. Ngộ Không cũng cướp được một số bảo bối khác từ Đông Hải Long Vương và các Long Vương khác như áo giáp, giày bằng kim cang huyền thiếc. Ngộ Không có thể tùy thích gọi ra bộ giáp này để ra oai.
Về sau, Ngộ Không còn nhận được 3 chiếc lá dương liễu thần từ Quan Âm Bồ Tát và một món "quà" khác mà Ngộ Không chẳng hề muốn là chiếc Vòng Kim Cô gây đau đầu mỗi khi Đường Tam Tạng niệm chú Kim Cô. Chiếc vòng này biến mất khi Ngộ Không thành Phật.
Tôn Ngộ Không học được phép thuật từ Bồ Đề Tổ Sư; Tổ Sư đã đặt cho con khỉ này tên "Ngộ Không". Khi họ chia tay, Bồ Đề Tổ Sư biết trước rằng Ngộ Không sẽ làm nhiều chuyện không hay nên đã căn dặn Ngộ Không không được cho ai biết sư phụ là ai.
72 phép địa sát của Tôn Ngộ Không bao gồm:
1. Thông U: Phép này giúp Tôn Ngộ Không có thể tự do đi lại giữa 2 cõi sống chết Địa ngục và Dương gian.
2. Khu Thần: Giúp Tôn Ngộ Không dễ dàng qua mặt thần linh. Tất nhiên phép này không có mấy tác dụng đối với những thần bậc cao. Đặc biệt là Nhị Lang Thần Dương Tiễn.
3. Đảm Sơn: Tôn Ngộ Không có thể "gánh núi" hoặc bị đè dưới núi mà không chết suốt 500 năm cũng nhờ phép này.
4. Cấm Thủy: là phép giúp người dùng có thể rẽ nước mà đi nhưng không hỗ trợ chiến đấu lắm, nếu dưới nước thì Ngộ Không thủy chiến chưa thắng được Sa Tăng.
5. Tá Phong: Phép tận dụng sức mạnh của gió.
6. Bố Vụ: Phép gọi mây.
7. Kỳ Tình: Phép gọi nắng.
8. Đảo Vũ: Ngoài gọi nắng ra thì bộ phép này còn có thể cầu mưa.
9. Tọa Hỏa: Đây là lý do Tôn Ngộ Không bình thường chẳng bao giờ sợ lửa cả. Phép này không có tác dụng với những ngọn lửa từ thế giới khác như "Tam Muội Chân Hỏa" của Hồng Hài Nhi.
10. Nhập Thủy: Nhờ có thuật pháp này mà Tôn Ngộ Không có thể dễ dàng đi lại dưới nước.
11. Yểm Nhật: Câu nói "1 tay che cả bầu trời" là minh họa dễ hiểu nhất đối với phép này.
12. Ngự Phong: Thuật cưỡi gió cưỡi mây.
13. Chử Thạch: Thuật luyện tiên đan.
14. Thổ Diệm: Thuật phun ra lửa.
15. Thôn Đao: Thuật nuốt đao, nuốt kiếm.
16. Hồ Thiên: Phóng to thu nhỏ đồ vật tùy thích.
17. Thần Hành: Xuất hồn di chuyển khỏi thể xác trong một thời gian nhất định.
18. Lý Thủy: Đi lại trên mặt nước.
19. Trượng Giải: Có thể thoát xác để chạy trốn khỏi kẻ thù mạnh.
20. Phân Thân: Tạo ra nhiều bản thể gây hỗn loạn địch.
21. Ẩn Hình: Nói đơn giản là thuật tàng hình.
22. Tục Đầu: Ngộ Không dám mạnh miệng cá cược chặt đầu không chết, mọc đầu mới chính nhờ phép này.
23. Định Thân: Điểm huyệt.
24. Trảm Yêu: Pháp thuật này giúp cho Tôn Ngộ Không tiêu diệt một số tên yêu quái không có thân thể thực.
25. Thỉnh Tiên: Thuật thỉnh mời thần tiên tới giúp, nhưng sử dụng được không phụ thuộc vào tâm tính và tầng thứ của người dùng.
26. Truy Hồn: Thuật pháp giúp Ngộ Không dễ dàng nhìn thấy hồn phách của người khác.
27. Nhiếp Phách: Truy đuổi và triệt tiêu tận gốc những kẻ địch nguy hiểm.
28. Chiêu Vân: Gọi mây.
29. Thủ Nguyệt: Bắt mặt trăng.
30. Ban Vận: Di chuyển đồ vật bằng ý nghĩ.
31. Giá Mộng: Khiến đối phương chìm sâu vào cơn ác mộng.
32. Chi Ly: Các bộ phận trên cơ thể tách rời mà không gặp phải bất kỳ vấn đề gì.
33. Ký Trượng: Thuật pháp này giúp cho người dùng có thể "ký gửi" nỗi đau lên thân thể người khác hoặc vật khác.
34. Đoạn Lưu: Cắt đứt dòng chảy của sông nước.
35. Nhương Tai: Dùng pháp thuật để đẩy lùi tai ương trước mắt.
36. Giải Ách: Giúp thoát khỏi khó khăn, nguy hiểm đang gặp.
37. Hoàng Bạch: Hóa đá thành vàng.
38. Kiếm Thuật: Có thể sử dụng kiếm thuật một cách thành thạo.
39. Xạ Phúc: Nhìn xuyên thấu.
40. Thổ Hành: Chính là phép độn thổ, đi lại trong lòng đất.
41. Tinh Số: Giúp người dùng nhìn thấy trước vận mệnh thông qua việc chiêm tinh.
42. Bố Trận: Trong "3 lần đánh Bạch Cốt Tinh", Tôn Ngộ Không đã vẽ một vòng tròn xung quanh Đường Tăng khiến cho yêu quái không thể lại gần. Đây chính là thuật pháp ngăn cách và xua đuổi yêu quái khỏi giới hạn được đặt ra.
43. Giả Hình: Biến hóa thân thể thành người hoặc vật bất kỳ.
44. Phún Hóa: Dùng phép thuật khiến cho vạn vật biến hóa theo ý muốn.
45. Chỉ Hóa: Dùng ngón tay để biến hóa đồ vật.
46. Thi Giải: Thoát xác trong nháy mắt, chỉ để đồ vật trên người như quần áo, gậy hay kiếm.
47. Di Cảnh: Thuật ngụy trang, hay còn được coi là tạo ảo giác.
48. Chiêu Lai: Có thể dễ dàng điều khiển vật nào đó đang ở xa bay tới gần.
49. Nhĩ Khứ: Khiến cho đồ vật quay trở lại theo ý muốn.
50. Tụ Thú: Điều khiến các loại dã thú.
51. Điều Cầm: Có thể thuần hóa các loài chim muông.
52. Khí Cấm: Nhịn thở mà vẫn sống được.
53. Đại Lực: Tăng cường sức khỏe, giúp Tôn Ngộ Không có thể dễ dàng nhấc Kim cô bổng nặng tới 13,500 kg.
54. Thấu Thạch: Đi xuyên qua đá.
55. Sinh Quang: Hai mắt có thể phát ra một luồng sáng cực mạnh.
56. Chướng Phục: Thuật luyện nội đan
57. Đạo Dẫn: Chỉ đường dẫn lối chuẩn xác.
58. Phục Thực: Có thể nuốt bất kỳ vật gì vào bụng mà không hề hấn gì cả.
59. Khai Bích: Có thể đi xuyên tường.
60. Dược Nham: Thuật nhảy cao.
61. Manh Đầu: Mọc thêm đầu mới.
62. Đăng Sao: Lấy được đồ vật trong nháy mắt.
63. Hát Thủy: Bụng không đáy, uống bao nhiêu nước cũng được.
64. Ngọa Tuyết: Nằm trong tuyết lâu mà không sợ bị lạnh hay chết cóng.
65. Bạo Nhật: Giống như trên nhưng là phơi nắng.
66. Lộng Hoàn: Bắt mạch, kê đơn, trị bệnh.
67. Phù Thủy: Tôn Ngộ Không tạo bùa, đốt rồi hòa vào nước, để trị được bệnh.
68. Y Dược: Chế ra thuốc.
69. Tri Thì: Xác định được thời gian bất kỳ chính xác
70. Thức Địa: Xác định được địa điểm bất kỳ chính xác.
71. Tị Cốc: Thuật hấp thụ linh khí của trời đất để tẩm bổ cho cơ thể. Nhờ đó có thể sống mà không cần ăn uống
72. Yểm Đảo: Tấn công kẻ địch bằng những cơn ác mộng.

### Bất tử
Tôn Ngộ Không đã có được sự bất tử thông qua những việc sau. Những thứ đó xếp chồng lên nhau để biến ông thành một sinh vật bất hoại, bất tử, khiến cho Thiên Cung không thể giết nổi ông dù dùng sấm sét, lửa, đao kiếm, hay các loại phép thuật...
- Sau khi buồn bã về cái chết, Ngộ Không lên đường tìm kiếm Bồ Đề Tổ Sư để học cách trở thành bất tử. Ở đó, Ngộ Không đã học được các phép thuật để điều khiển Ngũ hành và góp phần giúp cơ thể bất hoại. Tuy nhiên về hình thức, Thiên đình không chấp thuận cách bất tử này.
- Vào giữa đêm, linh hồn của Ngộ Không bị trói và kéo đến Địa Ngục. Ông được nói rằng cuộc đời của ông dương gian đã hết. Trong cơn giận dữ, Ngộ Không quậy phá nơi đây và động đến Diêm Vương, người cai quản Địa Ngục. Ngộ Không yêu cầu được xem sổ Sinh Tử, sau đó gạch tên của mình và viết nguệch ngoạc, do đó những người ở đây không thể kéo hồn ông xuống nữa. Ông bất tử về mặt hồn.
- Ngay sau khi Diêm Vương phàn nàn với Ngọc Hoàng về việc đó, Thiên cung đã chỉ định Tôn Ngộ Không làm một chức quan để bớt quậy phá, thực ra là chức "giữ ngựa". Biết bị lừa, Ngộ Không đòi đổi chức. Ông được chỉ định qua làm "giữ vườn đào". Vườn đào bao gồm ba loại đào. Loại đầu tiên nở hoa cứ sau ba ngàn năm, bất cứ ai ăn nó sẽ sống lâu hơn và cơ thể của họ trở nên khoẻ mạnh hơn. Loại thứ hai nở hoa cứ sau sáu ngàn năm, bất cứ ai ăn nó có thể tận hưởng tuổi trẻ vĩnh cửu. Loại thứ ba nở hoa cứ sau chín nghìn năm, bất cứ ai ăn nó sẽ trở nên "vĩnh cửu như trời và đất, sống lâu như mặt trời và mặt trăng". Ngộ Không không ngần ngại ăn những quả đào to tròn này. Do đó, cơ thể Ngộ Không càng bất tử hơn về mặt sinh lí.
- Tuy có chức quan nhưng ông không được coi trọng và không được mời đến bữa tiệc Tây Vương Mẫu. Ngộ Không giả dạng một vị thần và dự tiệc. Ông uống rất nhiều rượu ở đây. Đây đều là rượu thượng hạng và quý của Thiên Cung, nên nó cũng giúp người uống sống trường thọ.
- Trong khi say rượu do rượu Thiên Cung, Ngộ Không tình cờ vào phòng luyện đan của Lão Quân, tìm thấy những viên đan. Những viên đan này được gọi là "báu vật bất tử". Tò mò, Ngộ Không ăn hết chúng.
- Trong quá trình thỉnh kinh, thầy trò Đường Tăng có ghé qua chỗ của một đạo sĩ, nơi đây có cây nhân sâm có quả mang hình em bé sơ sinh hay bào thai trong Tây Du Ký có đến 3000 năm mới ra hoa, đợi 3000 năm kết quả và thêm 3000 năm nữa để quả chín. Trải qua 9000 năm chờ đợi, thì loại quả “vi diệu” này sẽ giúp người ăn nó được trường sinh bất lão. Ngộ Không đã cùng Bát Giới, Sa Tăng ăn lén chúng thay Đường Tăng.

## Đại náo thiên cung
Xem chi tiết: Đại náo Thiên Cung
Tôn Ngộ Không được Ngọc Hoàng mời lên thiên đình với mục đích giao cho một chức vụ nhỏ để dễ điều khiển Tôn Ngộ Không hơn. Tuy nhiên, Ngộ Không tính nào tật nấy, sau khi không được mời dự tiệc, đã ăn quả đào Trường Thọ và uống những viên thuốc trường sinh bất tử của Thái Thượng Lão Quân. Thiên đình đành phải tìm cách khống chế Ngộ Không.
Ngộ Không liên tục kháng cự lại 10 vạn thiên binh, tứ đại thiên vương, Nhị Lang Thần - cháu Ngọc Hoàng Đại Đế - và Na Tra. Cuối cùng, vì bảo toàn cho đám Hầu Tử Hầu Tôn mà Ngộ Không bị bắt. Tuy nhiên, tất cả cố gắng hành hình bằng mọi cách của thiên đình đều thất bại: lần thì sai đao phủ đến chém; lần thì là đốt; rồi lần ba là sai Thần Sét tới đánh. Thế cho nên thiên đình phải nhốt Ngộ Không vào lò bát quái của Thái Thượng Lão Quân (dùng để luyện đan) đốt lửa Thần Tinh nhằm nấu chảy. Sau khi bị nung đốt suốt 49 ngày, Ngộ Không làm nổ tung lò và thoát ra, càng mạnh hơn trước (vì Ngộ Không từ hòn đá mà ra). Chẳng những Ngộ Không không bị tổn thương gì, mà còn thu được phép nhìn thấu yêu tinh dưới bất cứ hình thức ngụy trang nào nhờ "Hoả nhãn kim tinh".
Đến đường cùng, thiên đình đành phải xin Phật Thích Ca Mâu Ni giúp đỡ. Phật đánh cuộc với Ngộ Không rằng Ngộ Không sẽ không thể thoát khỏi lòng bàn tay của Phật được, nếu Phật thua thì xin dâng cả Thiên giới cho Ngộ Không. Ngộ Không tự tin vì đã có cân đẩu vân, một lần đi mười vạn tám ngàn dặm, nên đã đồng ý. Ngộ Không nhảy xa và đi đến một nơi xa lạ như là nơi tận cùng của trời đất. Xung quanh chỉ có năm cây cột, Ngộ Không tưởng rằng mình đã đi đến tận chân trời và viết tám chữ Tề Thiên Đại Thánh đáo thử nhất du trên cột ở giữa rồi tiểu tiện xuống gốc cột thứ nhất. Hớn hở, Ngộ Không bay trở lại lòng bàn tay của Phật, Phật bảo Ngộ Không quay lại. Thì ra Ngộ Không đã viết trên ngón tay của Phật, cho nên chưa ra khỏi lòng bàn tay. Ngộ Không thua cuộc, tìm cách trốn chạy, nhưng Phật úp lòng bàn tay và nhốt Ngộ Không lại dưới một dãy núi Ngũ Hành Sơn. Ngộ Không bị đè dưới núi 500 năm.

## Đi thỉnh kinh
Tôn Ngộ Không bị đè dưới núi 500 năm cho đến khi gặp Đường Tam Tạng đi sang Tây Thiên thỉnh kinh. Đường Tam Tạng đánh lừa Ngộ Không và đặt trên đầu Ngộ Không một "vòng kim cô" (金箍 / đai vàng) để mình có thể khống chế. Chỉ cần đọc một câu thần chú thì vòng kim cô có thể siết chặt đầu Ngộ Không, gây đau đớn khủng khiếp.
Trên chặng đường còn lại, Ngộ Không bảo vệ sư phụ trên đường thỉnh kinh. Họ gặp được Trư Bát Giới và Sa Tăng, hai vị tiên đã bị đày xuống trần gian và theo thầy trò Tam Tạng. Con ngựa chở Tam Tạng cũng là một vị thần.
|                                         |  |
| Tôn Ngộ Không ba lần đánh Bạch Cốt Tinh |  |

Họ đã đối đầu với nhiều yêu tinh và học nhiều học thuyết Phật giáo trước khi trở về nước Đường sau khi lấy được kinh. Sau khi lấy được kinh, bốn thầy trò Tam Tạng được phong làm Phật.
Có nhiều văn bản viết khác nhau về chức vị của 4 thầy trò Đường Tăng và con Bạch mã, theo kinh thư của Đường Huyền Trang ghi chép như sau:
- Đường Huyền Trang do có tâm tu hành hướng Phật, từ bi phổ độ chúng sinh, được phong làm Chiên Đàn công đức Phật hay Công Đức Phật Tổ hay Vô Lượng Công Đức Phật.
- Tôn Ngộ Không do có tài phép đánh yêu tinh, ngay cả chư Thần Tiên cũng khó sánh, lại có công phò tá Đường Tăng thỉnh kinh, được phong làm Đấu Chiến Thắng Phật.
- Trư Bát Giới do không có tâm tu hành, còn bị tham, sân, ái, ố làm ảnh hưởng dục tâm, không được làm Phật, nhưng có công phò tá Đường Tăng, được khôi phục tướng người và nhận chức Tịnh Đàn Sứ Giả.
- Sa Ngộ Tịnh có tâm hướng phật, phò trợ Đường Tăng, thoát khỏi thất tình lục dục và được phong làm Kim Thân La Hán (La Hán Mình Vàng).
- Tây Hải Long Vương Tam Thái Tử do có công lao cõng Đường Huyền Trang trên đường đến Tây Thiên nên được phong làm Bát Bộ Thiên Long.

## Chính trị
Trong suốt thời gian cầm quyền của mình, Mao Trạch Đông đã luôn ngợi ca Tôn Ngộ Không là một tấm gương sáng đáng để mọi người noi theo. Theo ông ta, những cái tốt của Vua Khỉ gồm có: "Tính bạo dạn trong suy nghĩ, làm việc và một tâm trí luôn hướng đến mục đích cuối cùng và khát khao về việc giải thoát Trung Hoa khỏi nạn nghèo đói".

## Hình ảnh tượng trưng

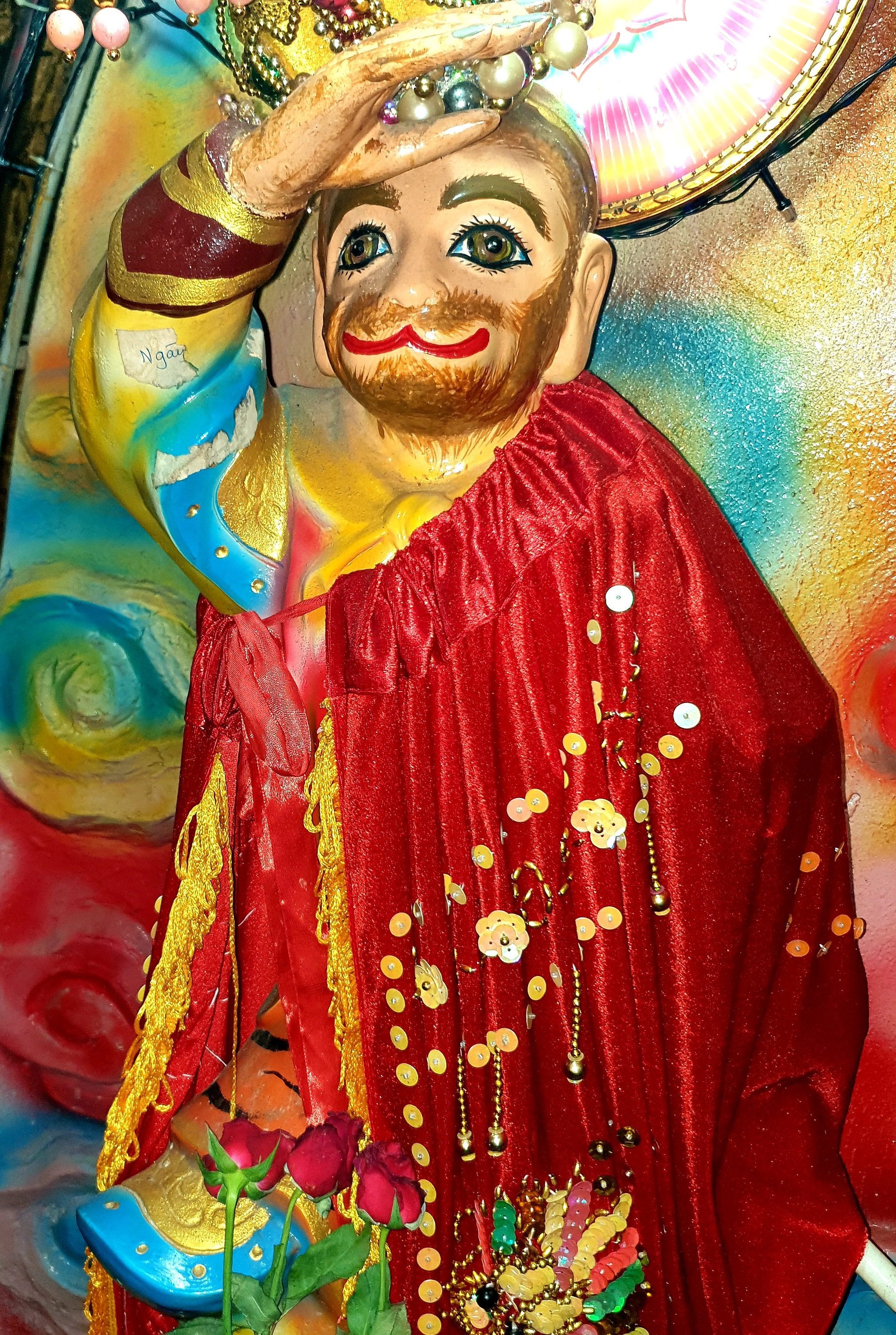
Tượng Tề Thiên Đại Thánh ở Miếu bà Bình Long, Tân Phú, nhân vật này được người địa phương thờ cúng trong miếu, thờ trong một ban thờ riêng ở động Thủy Liêm

Năm thầy trò Tam Tạng đại diện cho Thân, Tâm, Tình, Tính, Ý. Trong đó, Tôn Ngộ Không chính là đại diện cho Tâm, cái tâm của người tu hành. Vì đại diện cho cái tâm, mỗi chi tiết về Tôn Ngộ Không đều mang ý nghĩa ẩn dụ sâu sắc về tâm con người.
Trước khi tu hành, cái tâm của con người tức Tôn Ngộ Không, là thứ luôn bay nhảy, từ thiên đàng cho tới địa ngục, nhảy liên tục, khiến cho cái tâm dễ dao động đến cái tốt và cái xấu. Quả thật, chúng ta có thể thấy một cách vô cùng rõ ràng là Ngộ Không đôi khi là kẻ trượng nghĩa, trẻ con và rất tốt bụng, thương yêu những người xung quanh, nhưng nhiều khi, hắn là kẻ ích kỉ, kiêu căng và tàn bạo, giết người không ghê tay. Đó chính là sự dao động giữa thiện và ác. Do sự dao động này mà cái tâm khi tu cần phải có sự kiềm chế, do đó mà Bồ Tát đã ban cho Ngộ Không "món quà" Vòng Kim Cô đội lên đầu và tặng thầy Huyền Trang bài Khẩn Cô Chú đọc lên là khiến cho Ngộ Không đau đầu.
Cái tâm không sinh ra đã tốt, phải luyện mới trở nên tốt lên, do đó mà khi "được" luyện trong lò luyện đan của Thái Thượng Lão Quân, Tôn Ngộ Không không những không chết mà còn luyện được Hỏa Nhãn Kim Tinh mắt lửa tròng vàng, thân mạnh hơn trước. Sự sâu sắc trong Tây Du Ký thoắt ẩn thoắt hiện trong những chi tiết tưởng chừng nhỏ bé. Những con số trong Tây Du Ký có dính đến Ngộ Không cũng mang đầy những đặc điểm của Tâm:
72 phép biến hóa mà Tôn Ngộ Không học được ở chỗ Bồ Đề Tổ Sư là con số khớp tương ứng với 72 tướng của tâm trong Kinh Lăng Nghiêm, ý muốn nói rằng tâm con người có thể biến hóa khôn lường, từ dạng này sang dạng khác.
Bên cạnh đó, chiếc gậy Như Ý và Cân Đẩu Vân của Ngộ Không cũng ẩn chứa hàm nghĩa sâu sắc qua con số cân nặng: 13500 cân, con số tương ứng với số nhịp thở của con người trong Hoàng Đế Bát Thập Nhất Nan Kinh, tức là đại diện cho khí độ của con người. Cân Đẩu Vân lộn một cái bay được 108000 dặm, con số tương đương số dặm mà từ Đông Thổ tới Tây Trúc. Điều này tức ám chỉ rằng con chỉ cần 1 niệm của tâm cũng tới được Linh Sơn mà thành chính quả. Tinh thần Phật giáo trong truyện được thể hiện rất kĩ, như Ngộ Không có bay tới đâu cũng không thoát được khỏi tay Phật Tổ. Điều này ý muốn nói rằng Tâm con người có đi đến đâu, cũng không thoát được sự chi phối vận hành của vũ trụ là nhân quả và nghiệp lực.
Hành trình đi lấy kinh cũng là hành trình rèn luyện cái tâm, như đã nói ở trước, những yêu quái trong truyện đại diện cho những khó khăn của con người tu hành, việc Hành Giả đánh chết yêu ma cũng là loại bỏ đi những ma tính trong Tâm. Chúng ta có thể thấy rõ ràng sự chuyển biến về tính cách của Ngộ Không theo thời gian, đặc biệt là sau khi giết chết Lục Nhĩ Mĩ Hầu (1 trong Tứ Hầu Hỗn Thế), Lục Nhĩ Hầu chính là đại diện cho sự không chuyên tâm tu hành, sự ham muốn trần tục của Ngộ Không. Đập chết con yêu này, tâm trong sáng nên cũng đổi thay đi nhiều.
Cái Tâm luôn phải đấu tranh với cái Tình (ý chỉ sắc dục, ham muốn), do đó là Ngộ Không luôn cãi nhau với Bát Giới (đại diện cho Tình) là ý vậy. Cái Tâm là Ngộ Không, khi cái tâm không thanh tịnh, không nghiêm chỉnh, chỉ thích làm càn làm bậy thì cũng chẳng có tương lai. cũng như Hành Giả 500 năm dưới núi Ngũ Hành. Đến khi thoát ra, biết mình sẽ về đâu, tâm không còn càn nữa, vậy mới thành chính quả, thành Đấu Chiến Thắng Phật và chiếc vòng kim cô trên đầu cũng tự động mất vì không cần phải kiềm chế cái Tâm nữa.

## Chuyện khác
Các truyền thuyết về Tôn Ngộ Không đã thay đổi theo quá trình văn hóa Trung Hoa. Câu chuyện về Phật và 5 cây cột chưa xuất hiện trong truyền thuyết cho đến đời nhà Hán, sau khi Phật giáo đã lan tràn đến Trung Hoa. Các chuyện khác về Tôn Ngộ Không đã có trước khi lịch sử Trung Hoa được viết xuống, được thay đổi theo tôn giáo phổ biến nhất của mỗi thời đại.
Một số học giả tin rằng nhân vật Tôn Ngộ Không được phỏng theo Hanuman, "thần khỉ" trong Ấn Độ giáo được thuật lại trong một quyển sách của Huyền Trang.
Các nhà khảo cổ Trung Quốc gần đây phát hiện ra một nguồn gốc khác của Tôn Ngộ Không từ những bức bích họa có niên đại hơn 1.000 năm. Những bức vẽ này được tìm thấy trong Động Thiên Phật, cách huyện Tây An, tỉnh Cam Túc khoảng 90 km. Các bức hình có cảnh một vị hòa thượng và "Hầu hình nhân" (người hình khỉ) đang trang nghiêm chắp tay hành lễ, hướng mặt về phía Phật Bà Quan Âm trên đài Kim Cương bảo thạch. Bốn bức hình khác khắc họa chi tiết thầy trò Đường Tam Tạng đi thỉnh kinh, tương tự như câu chuyện trong "Tây Du Ký" của Ngô Thừa Ân sau này. Theo giáo sư Hà Văn Kiệt, trưởng nhóm nghiên cứu, Tôn Ngộ Không thực chất là một người đàn ông có thật, tên là Thạch Bàn Đà (石槃陀), quê tại thành Tiên Dương, người dân tộc Hồ. Ông có ngoại hình xấu xí, thô kệch, kỳ quái, nên có biệt danh là "Hầu hình nhân". Tuy nhiên, người dân trong vùng ai cũng yêu quý Thạch Bàn Đà, bởi ông tính tình thực thà, thông minh nhanh nhẹn, võ nghệ cao cường, thường hay cứu mạng dân lành, diệt trừ thú dữ. Vào năm 629, khi Đường Tăng dừng chân tại vùng Tiên Dương, biết tin Huyền Trang đang giảng kinh, người đàn ông xấu xí này liền tìm tới nghe, rồi bị cảm hóa, thấm dần tư tưởng nhà Phật. Ông một người một ngựa, tự nguyện tháp tùng Đường Tăng tới Tây Thiên, cùng sư phụ vượt mọi gian nan, hiểm trở trên đường lấy kinh.

## Trong văn hoá phẩm hiện đại

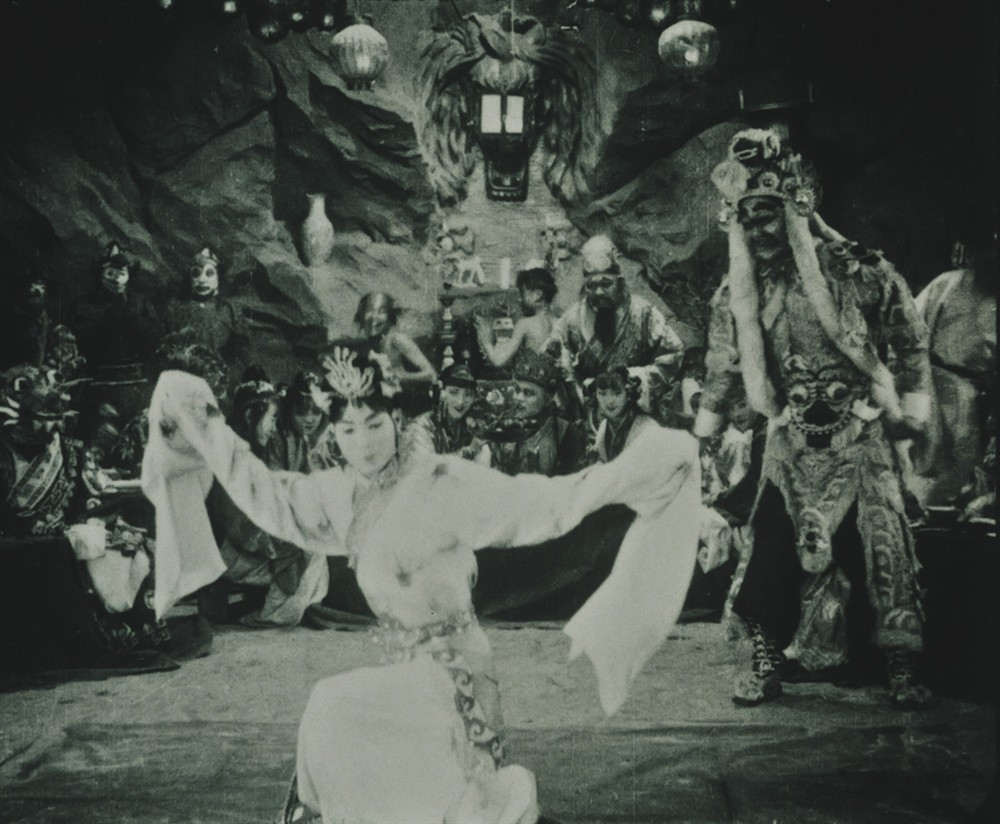
Thầy trò Đường Tăng trong hang nhện.
Phim 1927

### Màn ảnh
- Ngô Văn Siêu trong phim năm 1927
- Nhạc Hoa trong Thiết Phiến công chúa (phim 1966)
- Lung-Chang Chou trong phim 1967
- Châu Tinh Trì trong Đại thoại Tây du (1995)
- Trần Bách Lâm trong Tình Điên Đại Thánh phim năm 2005
- Lý Liên Kiệt trong Vua Kung Fu 2008
- Hoàng Bột trong bộ phim Tây du ký: Mối tình ngoại truyện của Châu Tinh Trì (2013)
- Chân Tử Đan trong Tây du ký: Đại náo Thiên cung (2014)
- Quách Phú Thành trong Tây Du Ký 2: Ba lần đánh Bạch cốt tinh (2016)
- Lâm Canh Tân trong Tây du ký: Mối tình ngoại truyện 2 của Từ Khắc và Châu Tinh Trì (2017)
- Bành Vu Yến trong Ngộ Không kỳ truyện (2017)

### Truyền hình
- Lục Tiểu Linh Đồng trong Tây du ký (phim truyền hình 1986) và Ngô Thừa Ân và Tây du ký năm 2010
- Trương Vệ Kiện trong Tây du ký (phim truyền hình 1996)
- Trần Hạo Dân trong Tây du ký II (phim truyền hình 1998)
- Vương Thành Đức (Russell Wong) trong Vua khỉ năm 2001
- Trương Vệ Kiện trong Tề thiên đại thánh Tôn Ngộ Không năm 2002
- Phi Chấn Tường trong Tây du ký (phim truyền hình Chiết Giang) 2010
- Ngô Việt trong Tây du ký (phim truyền hình 2011)
- Nhân vật Son O Gong trong phim spin-off Hoa Du Ký

### Truyện tranh
- Nhân vật Son Goku trong Dragon Ball - 7 viên ngọc rồng

### Game
- Nhân vật Tôn Ngộ Không (hay Ngộ Không) được xuất hiện trong Black Myth: Wukong, Warriors Orochi 2, Warriors Orochi Z, Warriors Orochi 3, Warriors Orochi Utimate, Liên minh huyền thoại, Dota 1, 3Q, Heroes of Newerth, Smite, Dota 2, Summoners war, Mobile Legends, Oriental Legend, Oriental Legend 2, Liên Quân Mobile, Warframe.